# Teddy Teuma
Teddy Teuma (* 30. září 1993) je maltský profesionální fotbalista, který hraje na pozici záložníka za francouzský klub Stade Reims. Narodil se ve Francii, ale hraje za maltský národní tým.

## Klubová kariéra
Dne 27. července 2018, v prvním hracím dni sezóny 2018/19, debutoval Teuma v Ligue 2 v dresu Red Star FC při domácí porážce 2:1 s Niortem.
V lednu 2019 podepsal smlouvu na 2,5 roku s Royale Union Saint-Gilloise. Dne 13. října 2022 Teuma prodloužil smlouvu s Union SG do roku 2025.
Teuma přestoupil do týmu Ligue 1 Stade Reims v červenci 2023. Podepsal tříletou smlouvu s opcí na další rok. Částka za přestup se odhadovala na 4 miliony eur.

## Reprezentační kariéra
Teuma se narodil ve Francii, je maltského původu a je držitelem maltského pasu. Dne 25. srpna 2020 oznámila Maltská fotbalová asociace, že Teddy Teuma bude hrát za maltskou reprezentaci. Dne 28. srpna 2020 obdržel první povolání do maltského národního týmu.

## Statistiky

### Klubové
Platí k zápasu hranému 28. dubna 2024.
| Klub              | Sezóna            | Liga                   | Liga   | Liga | Národní pohár | Národní pohár | Kontinentální | Kontinentální | Ostatní | Ostatní | Celkově | Celkově |
| Klub              | Sezóna            | Soutěž                 | Zápasy | Góly | Zápasy        | Góly          | Zápasy        | Góly          | Zápasy  | Góly    | Zápasy  | Góly    |
| ----------------- | ----------------- | ---------------------- | ------ | ---- | ------------- | ------------- | ------------- | ------------- | ------- | ------- | ------- | ------- |
| Hyères            | 2011/12           | Championnat National 2 | 9      | 0    | 0             | 0             | —             | —             | —       | —       | 9       | 0       |
| Hyères            | 2012/13           | Championnat National 2 | 29     | 2    | 0             | 0             | —             | —             | —       | —       | 29      | 2       |
| Hyères            | 2013/14           | Championnat National 2 | 22     | 0    | 0             | 0             | —             | —             | —       | —       | 22      | 0       |
| Hyères            | 2014/15           | Championnat National 2 | 29     | 4    | 0             | 0             | —             | —             | —       | —       | 29      | 4       |
| Hyères            | Celkově           | Celkově                | 89     | 6    | 0             | 0             | —             | —             | —       | —       | 89      | 6       |
| Boulogne          | 2015/16           | Championnat National   | 24     | 6    | 1             | 0             | —             | —             | —       | —       | 25      | 6       |
| Boulogne          | 2016/17           | Championnat National   | 31     | 2    | 0             | 0             | —             | —             | —       | —       | 31      | 2       |
| Boulogne          | Celkově           | Celkově                | 55     | 8    | 1             | 0             | —             | —             | —       | —       | 56      | 8       |
| Boulogne B        | 2015/16           | Championnat National 3 | 3      | 0    | —             | —             | —             | —             | —       | —       | 3       | 0       |
| Red Star          | 2017/18           | Championnat National   | 30     | 5    | 0             | 0             | —             | —             | 3       | 1       | 33      | 6       |
| Red Star          | 2018/19           | Ligue 2                | 13     | 1    | 2             | 0             | —             | —             | 1       | 0       | 16      | 1       |
| Red Star          | Celkově           | Celkově                | 43     | 6    | 2             | 0             | —             | —             | 4       | 1       | 49      | 7       |
| Union SG          | 2018/19           | Challenger Pro League  | 6      | 0    | 2             | 0             | —             | —             | 8       | 0       | 16      | 0       |
| Union SG          | 2019/20           | Challenger Pro League  | 27     | 4    | 2             | 0             | —             | —             | —       | —       | 29      | 4       |
| Union SG          | 2020/21           | Challenger Pro League  | 25     | 5    | 2             | 0             | —             | —             | —       | —       | 27      | 5       |
| Union SG          | 2021/22           | Jupiler Pro League     | 32     | 6    | 2             | 1             | —             | —             | 6       | 0       | 40      | 7       |
| Union SG          | 2022/23           | Jupiler Pro League     | 22     | 7    | 4             | 0             | 8             | 3             | —       | —       | 36      | 10      |
| Union SG          | Celkově           | Celkově                | 112    | 22   | 12            | 1             | 8             | 3             | 14      | 0       | 148     | 26      |
| Remeš             | 2023/24           | Ligue 1                | 25     | 6    | 2             | 0             | —             | —             | —       | —       | 27      | 6       |
| Celkově v kariéře | Celkově v kariéře | Celkově v kariéře      | 327    | 48   | 17            | 1             | 8             | 3             | 18      | 1       | 371     | 52      |

#### Reprezentační góly
Skóre a výsledky Malty jsou vždy zapsány jako první. Góly Teddyho Teumy jsou zvýrazněny.
| Gól | Datum              | Místo                                     | Soupeř   | Skóre | Výsledek | Soutěž                   |
| --- | ------------------ | ----------------------------------------- | -------- | ----- | -------- | ------------------------ |
| 1.  | 29. března 2022    | Národní stadion Ta' Qali, Ta' Qali, Malta | Kuvajt   | 2:0   | 2:0      | Přátelský zápas          |
| 2.  | 23. září 2022      | A. Le Coq Arena, Tallinn, Estonsko        | Estonsko | 1:1   | 1:2      | Liga národů UEFA 2022/23 |
| 3.  | 17. listopadu 2022 | Národní stadion Ta' Qali, Ta' Qali, Malta | Řecko    | 2:1   | 2:2      | Přátelský zápas          |

## Úspěchy
Red Star
- Championnat National: 2017/18

Union SG
- Challenger Pro League: 2020/21
- Druhé místo v Jupiler Pro League: 2021/22